# George Henslow
George Henslow (23 mars 1835, Cambridge, Royaume-Uni - 30 décembre 1925, Bournemouth ) était un vicaire anglican, botaniste et auteur. Henslow est connu pour avoir été un défenseur de l'évolution lamarckienne .
1. ↑  « Henslow, Reverend George », Who's Who,‎ 1919, p. 1151–1152 (lire en ligne)
2. ↑  Bowler, Peter J. (1989). Evolution: The History of an Idea. University of California Press. p. 260.  (ISBN 0-520-06386-4)